# سيندي كروفورد
سيندي كروفورد (بالإنجليزية: Cindy Crawford)‏ مواليد 20 فبراير 1966 في إلينوي، الولايات المتحدة، هي ممثلة أمريكية بدأت مسيرتها الفنية عام 1987.

## الأعمال
- فرايجر
- ثالث كوكب بعد الشمس
- شارع السمسم
- وفقا لجيم
- ويزردز أوف ويفرلي بليس

## وصلات خارجية
- سيندي كروفورد على موقع IMDb (الإنجليزية)
- سيندي كروفورد على موقع الموسوعة البريطانية (الإنجليزية)
- سيندي كروفورد على موقع روتن توميتوز (الإنجليزية)
- سيندي كروفورد على موقع مونزينجر (الألمانية)
- سيندي كروفورد على موقع ألو سيني (الفرنسية)
- سيندي كروفورد على موقع ميوزك برينز (الإنجليزية)
- سيندي كروفورد على موقع أول موفي (الإنجليزية)
- سيندي كروفورد على موقع قاعدة بيانات الأفلام السويدية (السويدية)
- سيندي كروفورد على موقع إن إن دي بي (الإنجليزية)
- سيندي كروفورد على موقع ديسكوغز (الإنجليزية)
- الموقع الإلكتروني